# Gainsborough (Saskatchewan)
Gainsborough is een plaats (village) in de Canadese provincie Saskatchewan en telt 286 inwoners (2001).